# Джо Гарт
Чарльз Джозеф Джон «Джо» Гарт (англ. Charles Joseph John "Joe" Hart; нар. 19 квітня 1987 року, Шрусбері, Англія) — англійський футболіст. Воротар збірної Англії та шотландського клубу «Селтік».

## Клубна кар'єра

### «Шрусбері Таун»
За «Шрусбері Таун» Джо дебютував 20 квітня 2004 року, через день після свого 17-річчя. Він повністю відіграв матч проти «Еббсфліт Юнайтед». Після цього Харт рік не грав, програючи конкуренцію на позиції Скотту Гові.
У сезоні 2005—2006 Джо став основним голкіпером команди, отримавши ігровий номер «1». Він зіграв всі 46 матчів, пропустивши 55 голів. Попри те, що він пропускав більше м'яча за гру, його було викликано до юнацької збірної Англії U19, у якій він дебютував у жовтні 2005 року, вийшовши на заміну в матчі з Польщею.
7 лютого 2006 року Харта було названо гравцем місяця дивізіону за версією вболівальників, які обрали його шляхом голосування на сайті Футбольної асоціації .

### «Манчестер Сіті»
22 травня 2006 року Харт перейшов до «Манчестер Сіті» за 600 тисяч фунтів стерлінгів, за умовою контракту сума могла збільшитись в залежності від кількості ігор за новий клуб.
14 жовтня Джо дебютував за нову команду в матчі проти «Шеффілд Юнайтед» .

#### Оренди до «Транмер Роверз» і «Блекпула»
Січень 2007 року Харт провів в оренді у «Транмер Роверз». Він зіграв 6 ігор і пропустив 8 голів.
У квітні 2007 року Джо приєднався до «Блекпула». 9 квітня він дебютував за нову команду в матчі проти «Гаддерсфілд Таун», матч закінчився перемогою «Блекпула» 2-0. «Блекпул» перемагав у всіх п'яти матчах, у яких з'являвся Харт, включаючи перемогу 6-3 над «Свонсі Сіті» в його останній грі за команду .

#### Повернення до «Манчестер Сіті»

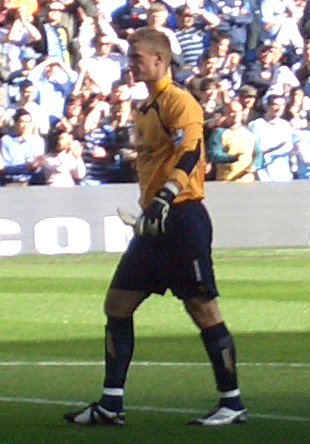
Гарт у «Манчестер Сіті» 2008 року

Повернувшись до «Манчестер Сіті» після успішної оренди в «Блекпулі» тодішній тренер команди Свен-Йоран Еріксон назвав Джо основним воротарем команди. Після його гри проти «Ньюкасл Юнайтед» Еріксон назвав Харта «одним з найталановитіших воротарів Англії» та відмітив його як майбутнього голкіпера збірної Англії .
Після того як інший воротар команди Андреас Ісакссон перейшов до «ПСВ» Джо взяв собі собі ігровий номер «1». Але з приходом у січні Шея Ґівена Харт втратив місце в основному складі.

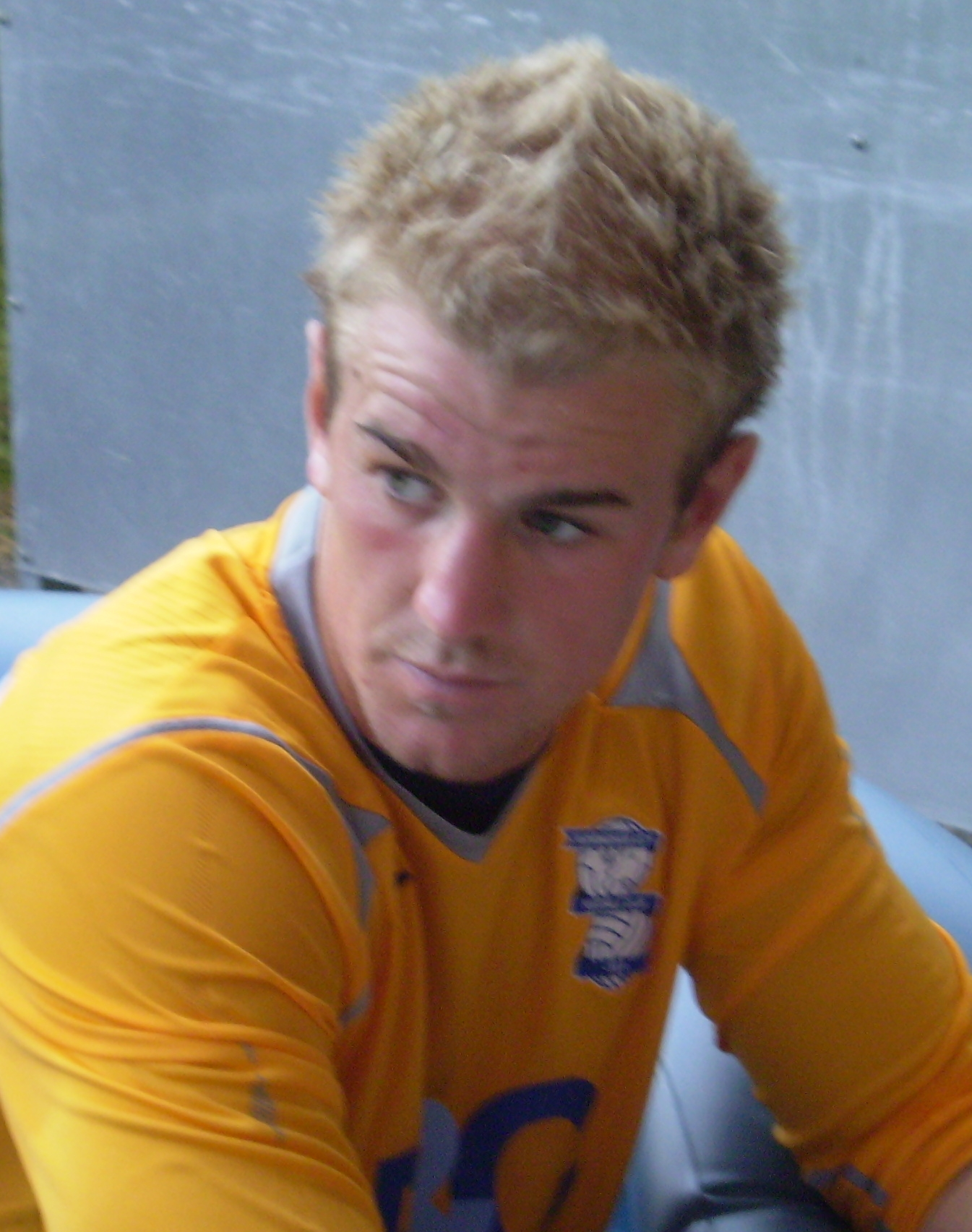
Джо у «Бірмінгем Сіті»

#### Оренда у «Бірмінгем Сіті»
Після переходу Ґівена Джо не зіграв жодної гри, після чого з'явились чутки про те, що він залишить Манчестер . 24 червня було оголошено, що сезон 2009—2010 Гарт проведе в оренді у «Бірмінгем Сіті» . У матчі відкритті-сезону Джо дебютував за нову команду з поразки від «Манчестер Юнайтед» . У перших матчах Харт нерідко допускався помилок. У матч проти «Манчестер Сіті», в якому він немаг грати за умовами контракту, позицію зайняв Майк Тейлор, який не пропустив жодного голу, тоді перед тодішнім тренером Алексом Маклішом постав вибір між воротарями . У сезоні 2009—2010 Харта було обрано гравцем року команди, 2010 року його було номіновано на звання Молодого гравця року за версією ПФА, перемогу здобув Джеймс Мілнер, а Джо увійшов Команди року за версією ПФА .

#### Повернення в «Манчестер Сіті»
Після повернення у «Манчестер Сіті» футболіст зіграв у першому матчі сезону 2010—2011 проти «Тоттенхем Хотспур». Джо неодноразово рятував команду від пропущеного м'яча, і зберіг свої ворота сухими, матч закінчився з рахунком 0-0, а сам Харт став гравцем матчу . Джо також не пропустив у матчі з «Ліверпулем», який «Сіті» виграли 3-0 . Перший гол у сезоні Харт пропустив з пенальті від Даррена Бента в матчі проти «Сандерленда» .
Після сезону футболіст був нагороджений Золотою рукавицею за найбільшу кількість сухих матчів у сезоні — 18 .
У липні 2011 року Шей Ґівен перейшов до «Астон Вілли», а Гарт міцно закріпився в основному складі команди.

## Міжнародна кар'єра

### Молодіжна збірна
За молодіжну збірну Харт дебютував у матчі проти Туреччини, який англійці виграли 5-0.
Джо зіграв на молодіжному чемпіонаті Європи 2009 два. У півфінальному матчі проти Швеції він пропустив три голи, а в серії після матчевих пенальті один удар відбив, а також сам забив супернику, в результаті чого Англія перемогла 5-4 .

### Національна збірна
Ставши основним воротарем молодіжної збірної, Харт був викликаний Фабіо Капелло до національної збірної на товариські матчі проти США та Тринідаду і Тобаго. У матчі з американцями Джо не зіграв, а дебютував у матчі з Тринідад і Тобаго 1 червня 2008 року, вийшовши на заміну замість Девіда Джеймса .
Вдруге футболіст був викликаний 20 серпня 2008 року на матч проти Чехії, але в матчі Джо так і не з'явився.
Капелло включив Харта до переднього списку з 30 гравців, потенційних учасників Чемпіонату світу 2010 року . У наступних двох товариських іграх Джо виходив на заміну в другому таймі: замість Роберта Ґріна в матчі з Японією та Джеймса в матчі з Мексикою . В обох матчах Харт не пропустив. У підсумку всі троє голкіперів були відібрані для гри на чемпіонаті світу .
На турнірі Харт не зіграв. Першим офіційним матчем стала гра кваліфікації до Євро-2012 проти Болгарії на «Вемблі», яку англійці виграли 4-0 . Наступні два товариські матчі Джо зіграв, не пропустивши: проти чемпіонів світу Іспанії та Швеції, в обох матчах Англія перемогла з мінімальним рахунком.

## Досягнення

### Командні
«Блекпул»
- Переможець плей-оф першої ліги: 2006—2007

«Манчестер Сіті»
- Чемпіон Англії: 2011-12, 2013-14
- Володар Кубка Англії: 2010-11
- Володар Кубка Ліги: 2013-14, 2015-16
- Володар Суперкубка Англії з футболу: 2012

«Селтік»
- Володар Кубка шотландської ліги: 2021-22, 2022-23
- Чемпіон Шотландії: 2021-22, 2022-23, 2023-24
- Володар Кубка Шотландії: 2022-23,  2023-24

### Індивідуальні
- Золота рукавиця Прем'єр-ліги: 2010–2011, 2011–2012
- Голкіпер року в Прем'єр-лізі: 2009—2010
- Найкращий голкіпер року другої ліги: 2005—2006[24]
- Гравець року «Бірмінгем Сіті»: 2009—2010[8]
- Найпродуктивніший гравець сезону «Манчестер Сіті»: 2010—2011[25]

## Статистика

### Клубна
Дані актуальні станом на 12 грудня 2011
| Клуб                    | Сезон   | Ліга                     | Ліга | Ліга | Кубки | Кубки | Європа | Європа | Інші всього | Інші всього | Всього | Всього |
| Клуб                    | Сезон   | Ліга                     | Ігри | СМ   | Ігри  | СМ    | Ігри   | СМ     | Ігри        | СМ          | Ігри   | СМ     |
| ----------------------- | ------- | ------------------------ | ---- | ---- | ----- | ----- | ------ | ------ | ----------- | ----------- | ------ | ------ |
| Шрусбері Таун           | 2003-04 | Національна Конфедерація | 2    | 0    | 0     | 0     | 0      | 0      | 0           | 0           | 2      | 0      |
| Шрусбері Таун           | 2004-05 | Друга ліга               | 6    | 2    | 0     | 0     | 0      | 0      | 0           | 0           | 6      | 2      |
| Шрусбері Таун           | 2005-06 | Друга ліга               | 46   | 12   | 4     | 1     | 0      | 0      | 0           | 0           | 50     | 13     |
| Манчестер Сіті          | 2006-07 | Прем'єр-ліга             | 1    | 1    | 0     | 0     | 0      | 0      | 0           | 0           | 1      | 1      |
| Транмер Роверз (оренда) | 2006-07 | Перша ліга               | 6    | 1    | 0     | 0     | 0      | 0      | 0           | 0           | 6      | 1      |
| Блекпул (оренда)        | 2006-07 | Перша ліга               | 5    | 1    | 0     | 0     | 0      | 0      | 0           | 0           | 5      | 1      |
| Манчестер Сіті          | 2007-08 | Прем'єр-ліга             | 26   | 7    | 6     | 3     | 0      | 0      | 0           | 0           | 32     | 10     |
| Манчестер Сіті          | 2008-09 | Прем'єр-ліга             | 23   | 6    | 1     | 0     | 9      | 5      | 0           | 0           | 33     | 11     |
| Бірмінгем Сіті (оренда) | 2009-10 | Прем'єр-ліга             | 36   | 10   | 5     | 2     | 0      | 0      | 0           | 0           | 41     | 12     |
| Манчестер Сіті          | 2010-11 | Прем'єр-ліга             | 38   | 18   | 8     | 6     | 8      | 5      | 0           | 0           | 54     | 29     |
| Манчестер Сіті          | 2011-12 | Прем'єр-ліга             | 15   | 4    | 0     | 0     | 6      | 2      | 1           | 0           | 22     | 6      |
| Всього                  | Всього  | Всього                   | 204  | 62   | 24    | 12    | 23     | 12     | 1           | 0           | 252    | 86     |

### Статистика виступів за збірну
| Дата       | Місто          | Господарі         | Результат               | Гості      | Турнір                | Голи | Примітки |
| ---------- | -------------- | ----------------- | ----------------------- | ---------- | --------------------- | ---- | -------- |
| 1-6-2008   | Порт-оф-Спейн  | Тринідад і Тобаго | 0 – 3                   | Англія     | товариський матч      | -    | 46'      |
| 24-5-2010  | Лондон         | Англія            | 3 – 1                   | Мексика    | товариський матч      | -1   | 46'      |
| 30-5-2010  | Грац           | Японія            | 1 – 2                   | Англія     | товариський матч      | -1   | 46'      |
| 11-8-2010  | Лондон         | Англія            | 2 – 1                   | Угорщина   | товариський матч      | -1   |          |
| 3-9-2010   | Лондон         | Англія            | 4 – 0                   | Болгарія   | Відбір до ЧЄ 2012     | -    |          |
| 7-9-2010   | Базель         | Швейцарія         | 1 – 3                   | Англія     | Відбір до ЧЄ 2012     | -1   |          |
| 12-10-2010 | Лондон         | Англія            | 0 – 0                   | Чорногорія | Відбір до ЧЄ 2012     | -    |          |
| 9-2-2011   | Копенгаген     | Данія             | 1 – 2                   | Англія     | товариський матч      | -1   |          |
| 26-3-2011  | Кардіфф        | Уельс             | 0 – 2                   | Англія     | Відбір до ЧЄ 2012     | -    |          |
| 29-3-2011  | Лондон         | Англія            | 1 – 1                   | Гана       | товариський матч      | -1   |          |
| 4-6-2011   | Лондон         | Англія            | 2 – 2                   | Швейцарія  | Відбір до ЧЄ 2012     | -2   |          |
| 2-9-2011   | Софія (місто)  | Болгарія          | 0 – 3                   | Англія     | Відбір до ЧЄ 2012     | -    |          |
| 6-9-2011   | Лондон         | Англія            | 1 – 0                   | Уельс      | Відбір до ЧЄ 2012     | -    |          |
| 7-10-2011  | Подгориця      | Чорногорія        | 2 – 2                   | Англія     | Відбір до ЧЄ 2012     | -2   |          |
| 12-11-2011 | Лондон         | Англія            | 1 – 0                   | Іспанія    | товариський матч      | -    |          |
| 15-11-2011 | Лондон         | Англія            | 1 – 0                   | Швеція     | товариський матч      | -    | 46'      |
| 29-2-2012  | Лондон         | Англія            | 2 – 3                   | Нідерланди | товариський матч      | -3   |          |
| 2-6-2012   | Лондон         | Англія            | 1 – 0                   | Бельгія    | товариський матч      | -    |          |
| 11-6-2012  | Донецьк        | Франція           | 1 – 1                   | Англія     | ЧЄ 2012 - 1-й етап    | -1   |          |
| 15-6-2012  | Київ           | Швеція            | 2 – 3                   | Англія     | ЧЄ 2012 - 1-й етап    | -2   |          |
| 19-6-2012  | Донецьк        | Англія            | 1 – 0                   | Україна    | ЧЄ 2012 - 1-й етап    | -    |          |
| 24-6-2012  | Київ           | Англія            | 0 – 0 д.ч. (2 - 4 п.п.) | Італія     | ЧЄ 2012 - чвертьфінал | -    |          |
| 7-9-2012   | Кишинів        | Молдова           | 0 – 5                   | Англія     | Відбір до ЧС 2014     | -    |          |
| 11-9-2012  | Лондон         | Англія            | 1 – 1                   | Україна    | Відбір до ЧС 2014     | -1   |          |
| 12-10-2012 | Лондон         | Англія            | 5 – 0                   | Сан-Марино | Відбір до ЧС 2014     | -    |          |
| 17-10-2012 | Варшава        | Польща            | 1 – 1                   | Англія     | Відбір до ЧС 2014     | -1   |          |
| 14-11-2012 | Стокгольм      | Швеція            | 4 – 2                   | Англія     | товариський матч      | -4   |          |
| 6-2-2013   | Лондон         | Англія            | 2 – 1                   | Бразилія   | товариський матч      | -1   |          |
| 22-3-2013  | Серравалле     | Сан-Марино        | 0 – 8                   | Англія     | Відбір до ЧС 2014     | -    |          |
| 26-3-2013  | Подгориця      | Чорногорія        | 1 – 1                   | Англія     | Відбір до ЧС 2014     | -1   |          |
| 29-5-2013  | Лондон         | Англія            | 1 – 1                   | Ірландія   | товариський матч      | -1   | 46'      |
| 2-6-2013   | Ріо-де-Жанейро | Бразилія          | 2 – 2                   | Англія     | товариський матч      | -2   |          |
| 14-8-2013  | Лондон         | Англія            | 3 – 2                   | Шотландія  | товариський матч      | -2   |          |
| 6-9-2013   | Лондон         | Англія            | 4 – 0                   | Молдова    | Відбір до ЧС 2014     | -    |          |
| 10-9-2013  | Київ           | Україна           | 0 – 0                   | Англія     | Відбір до ЧС 2014     | -    |          |
| 11-10-2013 | Лондон         | Англія            | 4 – 1                   | Чорногорія | Відбір до ЧС 2014     | -1   |          |
| 15-10-2013 | Лондон         | Англія            | 2 – 0                   | Польща     | Відбір до ЧС 2014     | -    |          |
| 19-11-2013 | Лондон         | Англія            | 0 – 1                   | Німеччина  | товариський матч      | -1   |          |
| 5-3-2014   | Лондон         | Англія            | 1 – 0                   | Данія      | товариський матч      | -    |          |
| 30-5-2014  | Лондон         | Англія            | 3 – 0                   | Перу       | товариський матч      | -    |          |
| 7-6-2014   | Маямі-Ґарденс  | Англія            | 0 – 0                   | Гондурас   | товариський матч      | -    | 75'      |
| 14-6-2014  | Манаус         | Англія            | 1 – 2                   | Італія     | ЧС 2014 - 1-й етап    | -2   |          |
| 19-6-2014  | Сан-Паулу      | Уругвай           | 2 – 1                   | Англія     | ЧС 2014 - 1-й етап    | -2   |          |
| 3-9-2014   | Лондон         | Англія            | 1 – 0                   | Норвегія   | товариський матч      | -    |          |
| 8-9-2014   | Базель         | Швейцарія         | 0 – 2                   | Англія     | Відбір до ЧЄ 2016     | -    |          |
| 9-10-2014  | Лондон         | Англія            | 5 – 0                   | Сан-Марино | Відбір до ЧЄ 2016     | -    |          |
| 12-10-2014 | Таллінн        | Естонія           | 0 – 1                   | Англія     | Відбір до ЧЄ 2016     | -    |          |
| 15-11-2014 | Лондон         | Англія            | 3 – 1                   | Словенія   | Відбір до ЧЄ 2016     | -1   |          |
| 27-3-2015  | Лондон         | Англія            | 4 – 0                   | Литва      | Відбір до ЧЄ 2016     | -    |          |
| 31-3-2015  | Турин          | Італія            | 1 – 1                   | Англія     | товариський матч      | -1   |          |
| 7-6-2015   | Дублін         | Ірландія          | 0 – 0                   | Англія     | товариський матч      | -    |          |
| 14-6-2015  | Любляна        | Словенія          | 2 – 3                   | Англія     | Відбір до ЧЄ 2016     | -2   |          |
| 5-9-2015   | Серравалле     | Сан-Марино        | 0 – 6                   | Англія     | Відбір до ЧЄ 2016     | -    |          |
| 8-9-2015   | Лондон         | Англія            | 2 – 0                   | Швейцарія  | Відбір до ЧЄ 2016     | -    |          |
| 9-10-2015  | Лондон         | Англія            | 2 – 0                   | Естонія    | Відбір до ЧЄ 2016     | -    |          |
| 13-11-2015 | Аліканте       | Іспанія           | 2 – 0                   | Англія     | товариський матч      | -2   | к. 84'   |
| 17-11-2015 | Лондон         | Англія            | 2 – 0                   | Франція    | товариський матч      | -    | 46'      |
| 22-5-2016  | Манчестер      | Англія            | 2 – 1                   | Туреччина  | товариський матч      | -1   |          |
| 2-6-2016   | Лондон         | Англія            | 1 – 0                   | Португалія | товариський матч      | -    |          |
| 11-6-2016  | Марсель        | Англія            | 1 – 1                   | Росія      | ЧЄ 2016 - 1-й етап    | -1   |          |
| 16-6-2016  | Ланс           | Англія            | 2 – 1                   | Уельс      | ЧЄ 2016 - 1-й етап    | -1   |          |
| 20-6-2016  | Сент-Етьєн     | Словаччина        | 0 – 0                   | Англія     | ЧЄ 2016 - 1-й етап    | -    |          |
| 27-6-2016  | Ніцца          | Англія            | 1 – 2                   | Ісландія   | ЧЄ 2016 - чвертьфінал | -2   |          |
| 4-9-2016   | Трнава         | Словаччина        | 0 – 1                   | Англія     | Відбір до ЧС 2018     | -    |          |
| 8-10-2016  | Лондон         | Англія            | 2 – 0                   | Мальта     | Відбір до ЧС 2018     | -    |          |
| 11-10-2016 | Любляна        | Словенія          | 0 – 0                   | Англія     | Відбір до ЧС 2018     | -    |          |
| 11-11-2016 | Лондон         | Англія            | 3 – 0                   | Шотландія  | Відбір до ЧС 2018     | -    |          |
| 15-11-2016 | Лондон         | Англія            | 2 – 2                   | Іспанія    | товариський матч      | -    | 46'      |
| 22-3-2017  | Дортмунд       | Німеччина         | 1 – 0                   | Англія     | товариський матч      | -1   |          |
| 26-3-2017  | Лондон         | Англія            | 2 – 0                   | Литва      | Відбір до ЧС 2018     | -    |          |
| 10-6-2017  | Глазго         | Шотландія         | 2 – 2                   | Англія     | Відбір до ЧС 2018     | -2   |          |
| Усього     |                | Матчів            | 71                      |            | Голів                 | -49  |          |